# Demidowka (Kaliningrad)
Demidowka (russisch Демидовка, deutsch Menkimmen, 1938–1945 Menken) ist ein Ort in der russischen Oblast Kaliningrad. Er liegt im Südwesten des Rajon Osjorsk und gehört zur kommunalen Selbstverwaltungseinheit Munizipalkreis Osjorsk.
Demidowka liegt etwa ein bis zwei Kilometer nördlich des ehemaligen Gutes Menkimmen/Menken, das nach 1945 in Prudnoje umbenannt wurde und später verlassen wurde.

## Geographische Lage
Demidowka liegt 15 Kilometer südwestlich der Rajonstadt Osjorsk (Darkehmen/Angerapp). Der Ort ist auf einem Landweg zu erreichen, der bei Oljochowo (Grieben) von der Kommunalstraße 27K-115 abzweigt, die von Opotschenskoje (Groß Skirlack) nach Luschki (Tarputschen/Sauckenhof) führt. Eine Bahnanbindung besteht nicht.

## Geschichte
In dem Gutsdorf Menkimmen lebten im Jahr 1818 nur 38 Einwohner. Ihre Zahl stieg bis 1863 auf 70 an. Im Jahre 1874 wurde der Gutsbezirk Menkimmen dem neu eingerichteten Amtsbezirk Carpowen (später Karpowen, heute russisch Nekrassowo) im Kreis Darkehmen zugeordnet. Am 30. September 1928 wurde der Gutsbezirk Menkimmen mit dem Gutsbezirk Lenkelischken zur neuen Landgemeinde Lenkehlischken (1938–1945 Gutbergen, russisch nach 1945: Gogolewskoje, nicht mehr existent) zusammengeschlossen. Dort wurde der Ortsteil Menkimmen am 3. Juni 1938 in Menken umbenannt.
Im Januar 1945 wurde der Ort von der Roten Armee besetzt. Die neue Polnische Provisorische Regierung ging zunächst davon aus, dass er mit dem gesamten Kreis Darkehmen (Angerapp) unter ihre Verwaltung fallen würde. Im Potsdamer Abkommen (Artikel VI) von August 1945 wurde die neue sowjetisch-polnische Grenze aber unabhängig von den alten Kreisgrenzen anvisiert, wodurch der Ort unter sowjetische Verwaltung kam. Im November 1947 erhielt er den russischen Namen Prudnoje und wurde gleichzeitig dem Dorfsowjet Oljochowski selski Sowet im Rajon Osjorsk zugeordnet. Die polnische Umbenennung des Ortes in Mękinie im Oktober 1949 wurde nicht mehr wirksam. Im Jahr 1954 gelangte der Ort in den Nowostrojewski selski Sowet. Prudnoje wurde vor 1975 verlassen während etwas weiter nördlich der Ort Demidowka offenbar neu entstand, der im Kaliningrader Ortsverzeichnis von 1976 ebenfalls mit dem ehemalige Menkimmen/Menken identifiziert wurde. Bis 2008 war Demidowka (ebenfalls) in den Nowostrojewski selski Sowet bzw. okrug eingegliedert. Von 2008 bis 2014 gehörte der Ort zur Landgemeinde Nowostrojewskoje selskoje posselenije, von 2015 bis 2020 zum Stadtkreis Osjorsk und seither zum Munizipalkreis Osjorsk.

## Kirche
Die fast ausnahmslos evangelische Bevölkerung von Menkimmen/Menken war bis 1945 in das Kirchspiel Trempen (russisch: Nowostrojewo) eingepfarrt. Es gehörte zum Kirchenkreis Darkehmen (1938–1946 Angerapp, seit 1946: Osjorsk) in der Kirchenprovinz Ostpreußen der Kirche der Altpreußischen Union.
Nach dem Verbot alles kirchlichen Lebens in der Zeit der Sowjetunion entstanden in der seit 1991/92 russischen Oblast Kaliningrad zahlreiche neue evangelische Gemeinden. Sie schlossen sich in der Propstei Kaliningrad der Evangelisch-Lutherischen Kirche Europäisches Russland (ELKER) zusammen. Demidowka liegt im Einzugsbereich der Gemeinde der Salzburger Kirche in Gussew (Gumbinnen).